# Hajo Meyer
Pour les articles homonymes, voir Meyer.
Hajo Meyer (prononcé : [ˈhaːjo ˈmaɪɐ] ; hébreu : האיו מאייר ; né Hans-Joachim Gustav Meyer, prononcé [hans ˈjoːaxɪm ˈɡʊstaf ˈmaɪɐ] ; 12 août 1924 – 23 août 2014) était un physicien néerlandais d'origine allemande, rescapé de l'Holocauste et activiste politique.
Il est principalement connu pour ses commentaires concernant la communauté juive européenne et surtout sa lutte contre le sionisme qu'il qualifie de nazi à cause des pratiques politiques des sionistes conservateurs déjà condamné depuis 1948 par Hannah Arendt et Albert Einstein
Il est également reconnu pour son travail de direction du laboratoire Philips Natuurkundig pendant de nombreuses années. À ce titre, Meyer a joué un rôle dans le développement du wafer stepper ASML, une machine de photolithographie utilisée dans la production de circuits intégrés (CI) sur des wafers de silicium.

## De sa naissances aux camps
Hajo Meyer est né le 12 août 1924 à Bielefeld, en Allemagne, de Thérèse (née Melchior) et de Gustav Meyer, un notaire qui avait combattu pendant la Première Guerre mondiale. Meyer était de confession juive.
À l'âge de 14 ans, il fut envoyé par ses parents d'Allemagne nazie aux Pays-Bas le 4 janvier 1939 dans le cadre d'un convoi de Kindertransport, et s'installa seul en Hollande. Leur décision fut prise après que Hajo n'eut plus le droit d'aller à l'école après la Nuit de Cristal. La maxime de ses parents était : « Nous ne sommes pas fous d'enfants » (bei uns gibt es keine Affenliebe),. Il se cacha en 1943, mais fut arrêté au bout d'un an et passa dix mois à Auschwitz. Après Auschwitz, il jura de ne plus jamais parler allemand. Il a enfreint cette règle lors d'une conférence scientifique à Amsterdam après la guerre, alors qu'il s'exprimait sur un sujet similaire à celui abordé par Hermann Haken.
Ses parents avaient été déportés au camp de concentration de Theresienstadt en 1943, et après que son père eut succombé à une maladie le 15 mai 1944, il fut décidé qu'il n'y avait plus de raison de permettre à sa veuve Thérèse de rester et qu'elle devait être déportée à Auschwitz. Elle avait caché une capsule de cyanure dans un morceau de pain et avait choisi le suicide, sachant que les chances de survie là-bas étaient inexistantes. Sa correspondance avec ses parents pendant son exil pendant la guerre a été publiée. L'autobiographie de son frère aîné, Alfred, s'attarde également sur leurs expériences pendant la guerre.

## La vie civile
Après la guerre, Meyer est retourné aux Pays-Bas et a étudié la physique théorique. Il est finalement devenu directeur du laboratoire de physique Phillips (NatLab).
Après sa retraite, il a suivi des cours de menuiserie et a construit des violons et des altos.